# هدایه ملاک
هدایه ملاک (عربی: هداية ملاك وهبة؛ زادهٔ ۲۱ آوریل ۱۹۹۳) یک تکواندوکار اهل مصر است.
وی در مسابقات کشوری و بین‌المللی در مجموع برندهٔ ۴ مدال طلا، ۲ مدال نقره، ۳ مدال برنز شده‌است.

## فعالیت حرفه‌ای
ملاک از شش سالگی فعالیت خود را در رشتهٔ تکواندو آغاز کرد. در المپیک ۲۰۱۶ ریو پس از پیروزی در دو بازی نخست، در برابر اوا کالوو شکست خورد و در بازی آخر برابر راحله آسمانی پیروز شد و به مدال برنز دست یافت.